# Roberto Mauri
Roberto Mauri, pseudonimo di Giuseppe Tagliavia (Castelvetrano, 8 febbraio 1924 – Roma, 18 febbraio 2018), è stato un regista, sceneggiatore e attore italiano.
Ha utilizzato anche gli pseudonimi Robert Johnson e Robert Morris.

## Biografia
Regista di genere, negli anni sessanta si è dedicato tra l'altro al cinema horror (La strage dei vampiri, 1962), al peplum (Gli invincibili fratelli Maciste, 1964) e soprattutto al western. Era il fratello del montatore Adriano Tagliavia.

## Filmografia

### Attore
- Apparizione, regia di Jean de Limur (1943)
- La gondola del diavolo, regia di Carlo Campogalliani (1946)
- Fumeria d'oppio, regia di Raffaello Matarazzo (1947)
- Eran trecento... (La spigolatrice di Sapri), regia di Gian Paolo Callegari (1952)
- La voce del silenzio, regia di Georg Wilhelm Pabst (1953)
- François il contrabbandiere, regia di Gianfranco Parolini (1953)
- La pattuglia dell'Amba Alagi, regia di Flavio Calzavara (1953)
- Il bacio dell'Aurora, regia di Gianfranco Parolini (1953)
- Accadde di notte, regia di Gian Paolo Callegari (1956)
- Serenata al vento, regia di Luigi Latini De Marchi (1956)
- Retaggio di sangue, regia di Max Calandri (1956)
- Il sole tornerà, regia di Ferdinando Merighi (1957)
- Vite perdute, regia di Adelchi Bianchi e Roberto Mauri (1958)
- I mafiosi, regia di Roberto Mauri (1959)
- Las ratas no duermen de noche, regia di Juan Fortuny (1973)
- Le porno killers, regia di Roberto Mauri (1980)

### Regista
- Vite perdute co-regia di Adelchi Bianchi (1958)
- I mafiosi (1959)
- Il segno del vendicatore (1962)
- Il pirata del diavolo (1963)
- Una sporca faccenda (1964)
- Zorikan lo sterminatore (1964)
- La strage dei vampiri (1964)
- Gli invincibili fratelli Maciste (1964)
- I tre centurioni (1964)
- Colorado Charlie (1965)
- Le notti della violenza (1965)
- La vendetta è il mio perdono (1968)
- Eva la Venere selvaggia (1968)
- Kommissar X - Drei goldene Schlangen (1969)
- Sartana nella valle degli avvoltoi (1970)
- Wanted Sabata (1970)
- La spada normanna (1971)
- ...e lo chiamarono Spirito Santo (1971)
- Seminò morte... lo chiamavano il Castigo di Dio! (1972)
- Spirito Santo e le 5 magnifiche canaglie (1972)
- Bada alla tua pelle, Spirito Santo! (1972)
- Un animale chiamato uomo (1972)
- Corte marziale (1973)
- Madeleine... anatomia di un incubo (1975)
- Un toro da monta (1976)
- Le porno killers (1980)

### Sceneggiatore
- Ciak si muore, regia di Mario Moroni (1974)